# Брабантське герцогство
Браба́нтське ге́рцогство (лат. Ducatus Brabantiae, нід. Hertogdom Brabant, фр. Duché de Brabant) — у 1183–1794 роках герцогство у Нижніх Землях. Охоплювало територію трьох сучасних провінцій Бельгії (Фламандський Брабант, Валлонський Брабант, Антверпен), сучасного Брюссельського столичного регіону, а також нідерландської провінції Північний Брабант. Засноване на основі Брабантського ландграфства у складі Священної Римської імперії. Керувалося герцогами Брабантськими. 1288 року уклало унію із Лімбурзьким герцогством. 1430 року успадковане Бургундським герцогством, 1482 року — австрійськими Габсбургами, а 1556 року — іспанськими Габсбургами. 1648 року розділене між Священною Римською імперією і Республікою Об’єднаних провінцій Нідерландів, якій відійшли північні землі герцогства. Продовжило існувати у так званих Південних Нідерландах. 1794 року ліквідоване французькими революційними військами. Терени герцогства увійшли до Бельгії, за винятком Північного Брабанту.

## Назва
- Брабант (нім. Brabant) — коротка назва.
- Браба́нція (від пол. Brabancja) — стара українська назва.
- Браба́нтське ге́рцогство (ісп. Ducado de Brabante, фр. Duché de Brabant, нім. Herzogtum Brabant, нід. Hertogdom Brabant, лат. Ducatus Brabantiae)
- Брабантське князі́вство / князі́вство Браба́нція (пол. Księstwo Brabancji) — стара українська назва.

## Історія
У I ст. до н. е. Брабант, населений кельтськими племенами, був підкорений Римом і входив до провінції Бельгійської Галлії. В III—V ст. Брабантом оволодівають франки. У середньовіччя в результаті численних переділів і воєн Брабант переходив до Лотарингії (843), Франції (870), Німеччини (959), під владу герцогів Льовенських і Брюссельських (XII—XIV ст.), до Бургундії, австрійських та іспанських Габсбургів (XV—XVII ст.). 1648 північна частина Брабанту домоглася незалежності і ввійшла до Нідерландського Союзу. В кінці XVIII — на початку XIX ст. Брабант був анексований Францією.
1830 південна частина Брабанту ввійшла до Бельгії, а північна залишилась у складі Нідерландів.

## Державний устрій

### Герцоги
- 1790—1792: Леопольд II (імператор Священної Римської імперії)